# AC-11
La AC-11 es una autovía urbana como Avenida de Alfonso Molina, cuya nomenclatura anterior fue N-550. Es la principal vía de comunicación de La Coruña, registra una alta densidad de tráfico, ya que conecta con la carretera urbana AC-10, autopista de peaje AP-9 y autovía urbana AC-12, además con la carretera autonómica AC-211. La mayoría parte de la avenida es del tramo estatal del Ministerio de Transportes, Movilidad y Agenda Urbana, desde la Plaza de Madrid hasta el Puente de Pasaje y una pequeña parte de la avenida es del tramo municipal, el viaducto de San Pedro de Mezonzo y el acceso a la Avenida de Linares Rivas.
El origen y el destino, inicia la Avenida de Linares Rivas y cruzan con varios enlaces a la Calle Caballeros, Ronda de Outeiro, Avenida de San Cristóbal, Glorieta de las Pajaritas, barrios como Elviña, Matogrande, Birloque, Barrio de las Flores, Someso, etc. El destino final está en el Puente de Pasaje, donde enlaza con la carretera autonómica AC-211 y la autovía urbana AC-12, de éstas, va a las direcciones de los hospitales (Materno Infantil, CHUAC, etc.), a Oleiros y a El Burgo.
Originalmente está construido para la conexión del acceso a La Coruña desde la Plaza de Madrid hasta la carretera N-550 en Pedralonga, hasta el año 2003, cambió la nomenclatura a la autovía urbana AC-11, inaugurada el 15 de septiembre de 1957, que le conecta en la antigua Plaza de Madrid, ya desaparecida en sustitución del parque que rodea de la Calle Marqués de Figueroa, de donde le interconecta a la carretera N-550 en el antiguo cruce de Pedralonga, y antes de la inauguración del año 1957, la carretera N-550, pasa por Eirís (Avenida de Monelos y carretera de Eirís) y sigue a Portazgo, y luego recorre a Vilaboa con dirección a Santiago de Compostela, Pontevedra, Vigo y la frontera portuguesa.
En la inauguración del año 1957, la avenida se denominaba como Avenida de Lavedra y tras el fallecimiento del alcalde coruñés (falleció el 25 de noviembre de 1958), Alfonso Molina Brandao, pasaron a la denominación actual como Avenida de Alfonso Molina, a finales de noviembre de 1958.
En 1962 se prolongaron el tramo final de la avenida, el entronque al Puente de Pasaje con lo que sustituye a la antigua carretera estrecha desde Portazgo hasta el Nudo de El Burgo, suprimido el punto negro que atravesaba Santa Gema y en 1971, se prolongaron el tramo inicial de la avenida, con la inauguración del viaducto de San Pedro de Mezonzo y los accesos a la Avenida de Linares Rivas.
Posteriormente, había ampliado la Avenida de Alfonso Molina, en los mediados de los años 80, de la Plaza de Madrid a Pedralonga, la ampliación de los 2 a los 3 carriles actuales por sentido, con lo que planificaron en 2 fases, la primera fase es entre la Plaza de Madrid y Palavea y la segunda fase es entre Palavea y Pedralonga, la primera fase finalizaron en febrero de 1988 y la segunda fase finalizaron en junio de 1990. Se mejoraron los pasos y cruces con la construcción de los nuevos pasos superiores e inferiores, nudos y ampliación de las calzadas y carriles. Los accesos como la AP-9 se inauguraron con el tramo de La Coruña-La Barcala en mayo de 1984 y la carretera acceso a Pocomaco se inauguraron en diciembre de 1991 son las vías de comunicación principales que comunica con el polígono industrial de Pocomaco y la autopista de peaje AP-9 con las direcciones a Santiago de Compostela, Ferrol, Pontevedra, Vigo, Portugal, Lugo, Madrid, etc.
En los finales de la década de los años 90, se había invertido las obras de la mejora de la autovía urbana AC-12, que afectaba el tramo final de esta avenida, con la construcción del nuevo viaducto sobre el Nudo de El Burgo, permitiendo el acceso directo y sin semáforos al Puente de Pasaje con la apertura al tráfico en 1999.
Actualmente ha formalizado el contrato de las obras de la humanización de la Avenida de Alfonso Molina en el tramo entre el Nudo de Puente de Piedra y Palavea, con la ampliación de los 3 carriles actuales a los futuros 5 carriles por sentido.

## Tramos
| Denominación           | Tramo | Kilómetros          | Año servicio |
| ---------------------- | --- | ------------------- | --- |
| Avenida Alfonso Molina | Viaducto de San Pedro de Mezonzo Tramo: Avenida Linares Rivas - Plaza de Madrid | 0,8                 | 1971 |
| AC-11                  | Plaza de Madrid - AC-10 Nudo Puente de la Piedra Tramo original Paso superior de la Ronda de Outeiro Paso inferior de Las Pajaritas Cruce original a la Avenida de San Cristóbal Nudo original Puente de la Piedra Tramo ampliado Remodelación Nudo Puente de la Piedra                 | 1,3 - 1,3 -         | 2 carriles por sentido: 1957 1974 1987 1969 1987 3 carriles por sentido: 1988 Inicio de obras                    |
| AC-11                  | AC-10 Nudo Puente de la Piedra - AP-9 Nudo Palavea Tramo original Paso inferior de acceso a Carrefour Carretera de acceso a Pocomaco Nudo Palavea con la AP-9 Tramo ampliado: Nudo Puente de la Piedra - Calle Lamelas Tramo ampliado: Nudo Puente de la Piedra - Avenida de Nueva York | 1,7 - 1,5 - 0,9 1,4 | 2 carriles por sentido: 1957 1988 1991 1984 3 carriles por sentido: 1988 5 carriles por sentido: Inicio de obras |
| AC-11                  | AP-9 Nudo Palavea - N-550 Nudo Pedralonga Tramo original Tramo ampliado (sentido Este) Paso superior de Pedralonga con la N-550 Tramo ampliado (sentido Oeste) | 0,6 - 0,6           | 2 carriles por sentido: 1957 3 carriles por sentido: 1990 1990 3 carriles por sentido: 2004                      |
| AC-11                  | N-550 Nudo Pedralonga - AC-12 AC-012 Nudo de El Burgo Tramo original Paso superior de Nudo de El Burgo Tramo ampliado con calzadas laterales | 0,4 - 0,4           | 2 carriles por sentido: 1962 1999 3 carriles por sentido: 1999                                                   |

## Trazado
| Velocidad | Esquema | Salida | Sentido Puente de Pasaje (AC-12)                                                                | Carriles | Sentido Avenida de Linares Rivas                                                                                       | Carretera     | Notas |
| --------- | ------- | ------ | ----------------------------------------------------------------------------------------------- | -------- | --- | ------------- | ----- |
|           |         |        | Inicio de la Avenida de Alfonso Molina AC-11 Procede de: Avenida de Linares Rivas               |          | Fin de la Avenida de Alfonso Molina AC-11 Incorporación final: Avenida de Linares Rivas Dirección final: Centro ciudad |               |       |
|           |         |        | Calle José Cornide                                                                              |          | Avenida Fernández Latorre                                                                                              |               |       |
|           |         |        |                                                                                                 |          | Calle Juan Flórez |               |       |
|           |         |        | Viaducto San Pedro de Mezonzo 200 metros                                                        |          | Viaducto San Pedro de Mezonzo 200 metros                                                                               |               |       |
|           |         |        |                                                                                                 |          | plaza de Cuatro Caminos                                                                                                |               |       |
|           |         |        | estación ff.cc. ronda de Outeiro estación de servicio                                           |          | |               |       |
|           |         |        | Estación de servicio Repsol Gasolinera de las Rondas                                            |          | |               |       |
|           |         |        |                                                                                                 |          | Riazor estación ff.cc. ronda de Outeiro                                                                                |               |       |
|           |         |        |                                                                                                 |          | estación de autobuses puerto ronda de Outeiro                                                                          |               |       |
|           |         |        | Elviña Mercado de Elviña Glorieta de Pajaritas C/ José Miñones Bernandeaz Estación de autobuses |          | Elviña Mercado de Elviña Glorieta de Pajaritas C/ José Miñones Bernandeaz Estación de autobuses                        |               |       |
|           |         |        | avda. S. Cristóbal AC-14 A-6 Arteijo Madrid AG-55 AC-552 A Grela-Bens                           |          | AC-10 Eirís Los Castros puerto avda. S. Cristóbal AC-14 A-6 Arteijo Madrid AG-55 AC-552 A Grela-Bens                   | AC-10         |       |
|           |         |        | Coliseum Polígono PO.CO.MA.CO. Carrefour                                                        |          | Coliseum Polígono PO.CO.MA.CO. Carrefour                                                                               |               |       |
|           |         |        | Excavaciones Castro de Elviña campus Elviña                                                     |          | |               |       |
|           |         |        | Estación de servicio Repsol Castro de Elviña                                                    |          | |               |       |
|           |         |        | campus Zapateira policlínico N-550 Santiago de Compostela                                       |          | |               |       |
|           |         |        | E-1 AP-9 Santiago de Compostela Ferrol E-70 A-6 Lugo                                            |          | policlínico Palavea E-1 AP-9 Santiago de Compostela E-70 A-6 Lugo                                                      | E-1 AP-9      |       |
|           |         |        |                                                                                                 |          | Maristas |               |       |
|           |         |        | Palavea N-550 aeropuerto Santiago de Compostela Eirís Oncológico C. de Seguridad y Higiene      |          | Eirís Oncológico C. de Seguridad y Higiene N-550 aeropuerto Santiago de Compostela                                     | N-550         |       |
|           |         |        | AC-012 C.H.U.A.C. La Coruña puerto AC-211 El Burgo                                              |          | AC-012 La Coruña puerto C.H.U.A.C.                                                                                     | AC-012 AC-211 |       |
|           |         |        | AC-12 N-6 Lugo Madrid N-651 Ferrol                                                              |          | Inicio de la Avenida de Alfonso Molina AC-11                                                                           | AC-12         |       |